# 16802 Rainer
16802 Rainer este un asteroid din centura principală de asteroizi.

## Descriere
16802 Rainer este un asteroid din centura principală de asteroizi. A fost descoperit pe 25 septembrie 1997 la Linz de Erich Meyer. El prezintă o orbită caracterizată de o semiaxă mare de 2,34 ua, o excentricitate de 0,22 și o înclinație de 7,3° în raport cu ecliptica.